# Ignacio López Rayón
José Ignacio Antonio López-Rayón y López-Aguado (Tlalpujahua, Michoacán, 31 de julio de 1773-Ciudad de México, 2 de febrero de 1832) fue un insurgente mexicano, secretario del cura Miguel Hidalgo y Costilla, que encabezó el movimiento de independencia de su país a la muerte de este. Redactor de los Elementos constitucionales, miembro de la Suprema Junta Nacional Americana y del Congreso de Anáhuac en 1813 que daría como fruto la Constitución de Apatzingán de 1814. Además después de su muerte, su hermano José María confesó haberlo traicionado; por lo que decía estar muy arrepentido.

## Biografía

### Primeros años
Nació en Tlalpujahua, Michoacán, en 1773, primer hijo de Andrés Mariano López-Rayón Piña (1742-1805) y María Josefa Rafaela López-Aguado y López-Bolaños (1754-1822). Sus primeros estudios los realizó en el Colegio de San Nicolás en Valladolid (actualmente Morelia) para posteriormente estudiar derecho en el Colegio de San Ildefonso en la Ciudad de México. Titulado de abogado en 1796, permaneció cierto tiempo en México ejerciendo su carrera, sin embargo regresó a Morelia debido a la enfermedad y muerte de su padre, para dedicarse a los negocios familiares de la agricultura y la minería.
En Tlalpujahua, se encargó además, de la agencia de correos del pueblo, a fin de librarse de cargos concejiles y dedicarse plenamente a la explotación minera del oro. En agosto de 1810, contrajo matrimonio con María Ana Martínez de Rulfo.

### Adhesión a la causa independentista
Al estallar la Guerra de Independencia, en septiembre de 1810, Rayón mostró prontamente su simpatía con la causa motivando a sus vecinos a sublevarse. Su primer contacto con los insurgentes lo tuvo a través de las acciones de Antonio Fernández, quien, precediendo a Hidalgo en su marcha a México, y pasando por Maravatío, cercano a Tlalpajahua, realizó grandes destrozos y pérdidas económicas a las haciendas españolas, por lo que Rayón decidió enviar una misiva a Fernández, sugiriéndole un plan de creación de una junta que representara la autoridad de Fernando VII, a fin de evitar la dilapidación de bienes y que, en su lugar, se emplearan en apoyar la revolución. Antonio Fernández consultó dicha propuesta a Hidalgo, quien la aprobó, ordenó a Fernández ponerse a las órdenes de Rayón y mandó una carta a este donde le felicitaba y le motivaba a continuar operando con el plan propuesto.
Debido a estas acciones, Rayón atrajo la atención del gobierno virreinal, entonces a cargo de Francisco Xavier Venegas, quien lo mandó aprehender. Sin embargo, Rayón logró escapar y se unió a las fuerzas de Miguel Hidalgo y Costilla en Maravatío, donde fue nombrado secretario de Hidalgo.
Así, acompañó a Hidalgo y participó en la batalla del Monte de las Cruces, después de la cual, regresó a Tlalpujahua, a resolver sus negocios personales y a convencer a sus hermanos de unirse a la causa.

### Al lado de Hidalgo
Se volvió a reunir con Hidalgo en Valladolid, después de la derrota sufrida por este en Aculco. Una vez tomada Guadalajara, capital de Nueva Galicia, por José Antonio Torres, ambos caudillos entraron a dicha ciudad y fue aquí donde a Rayón se le otorga el título de «Secretario de Estado y del Despacho», equivalente al nombramiento de «Ministro Universal». Con este carácter firma junto con Hidalgo el bando de abolición de la esclavitud el 6 de diciembre de 1810; organizan la Audiencia a manera de gobierno provisional nombrando a José María Chico como presidente; además encomiendan a Francisco Severo Maldonado la creación del primer periódico insurgente: El Despertador Americano, utilizando por primera vez la imprenta en favor de la causa independentista. Igualmente otorgan facultades diplomáticas a Pascasio Ortiz de Letona para dirigirse a Estados Unidos a buscar apoyo en el gobierno recientemente creado de Filadelfia.

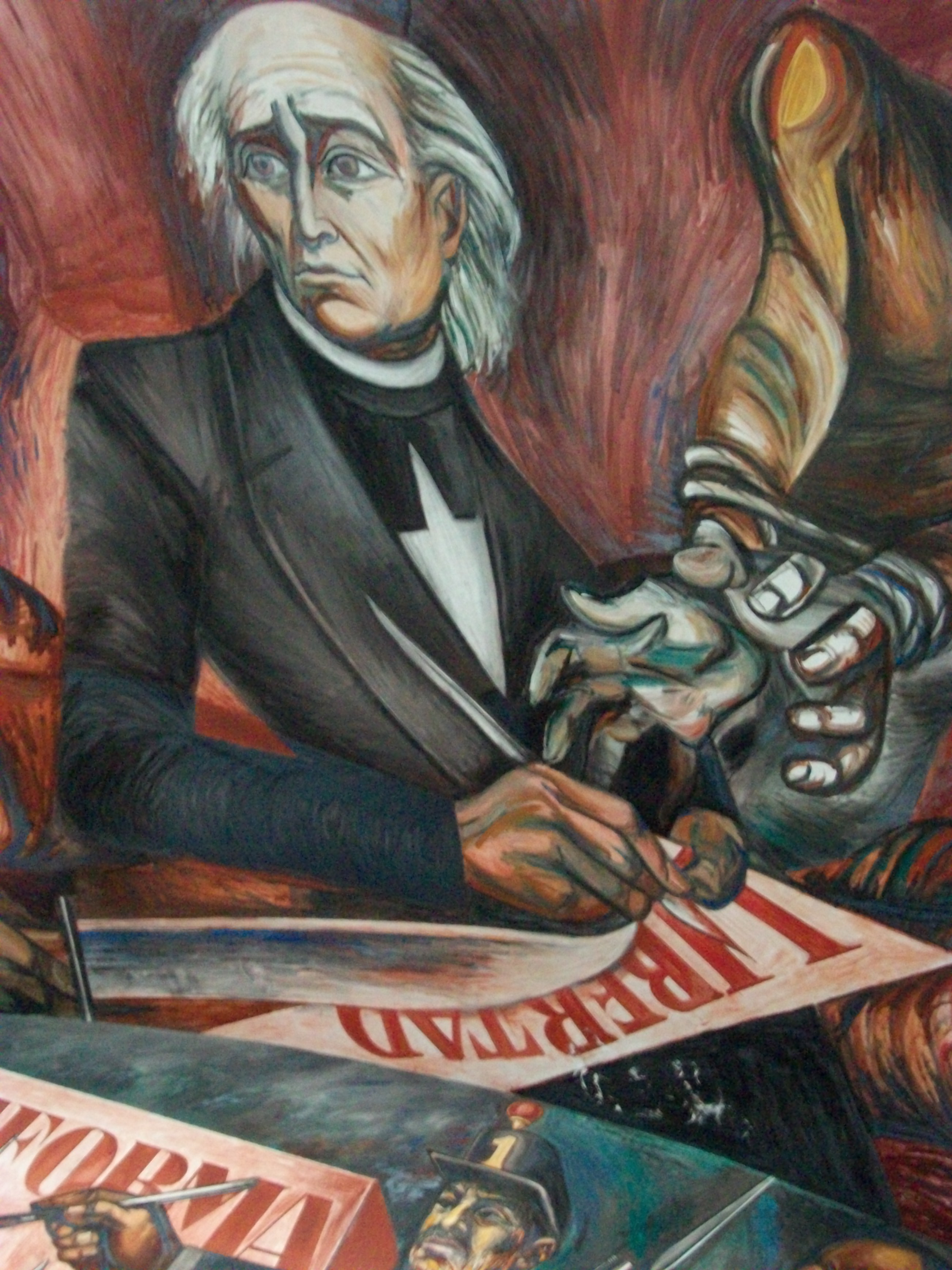
La abolición de la esclavitud. Mural pintado por José Clemente Orozco en Guadalajara hacia 1949, en recuerdo del bando firmado por Hidalgo y Rayón el 6 de diciembre de 1810.

Junto a Miguel Hidalgo, Ignacio Allende, José Mariano Abasolo, José Antonio "El amo" Torres y el resto del ejército insurgente, Ignacio López Rayón se dirigió a la batalla de Puente de Calderón, que tuvo lugar el 17 de enero de 1811 en contra del ejército realista comandado por Félix María Calleja. En la batalla fueron derrotados los insurgentes, que sufrieron grandes pérdidas en su ejército, armas y recursos. A Ignacio López Rayón se le atribuye haber salvado la cantidad de trescientos mil pesos de este enfrentamiento.
Con tal cantidad huyó a Aguascalientes donde se unió con Iriarte, quien había salido de San Luis Potosí con un contingente de mil quinientos hombres y medio millón de pesos. Una vez hecho esto se dirigió a Zacatecas, para reunirse con los restantes jefes insurgentes y en donde Hidalgo ya no figuraba como jefe de las fuerzas insurgentes, en virtud de su destitución, realizada en la hacienda del Pabellón, Aguascalientes y habiendo tomado dicho lugar el general Allende. En Zacatecas, los insurgentes decidieron dirigirse al norte para tratar de pedir apoyo al gobierno estadounidense, por lo que marcharon hacia Saltillo.
Ahí, el 16 de marzo de 1811, Rayón es nombrado jefe del ejército insurgente, puesto que las tropas se quedarían en Saltillo, mientras Aldama y los restantes jefes insurgentes trataban de avanzar más al norte hacia Estados Unidos, coadyuvado en tal cargo por José María Liceaga, cargo que habían declinado los militares Abasolo y Arias. Con ello, Rayón obtuvo el grado de general.
Durante su recorrido, los generales insurgentes, entre ellos Hidalgo, fueron capturados en Acatita de Baján debido a la traición del capitán Ignacio Elizondo, escapando solamente Iriarte, quien se reunió con Rayón en Saltillo. Iriarte ya se había hecho sospechoso de traición ante los insurgentes, especialmente ante Allende que había dejado instrucciones a Rayón de condenarlo a muerte en caso de que volviera, por lo que, ante su escapatoria, Rayón sometió a Iriarte a consejo de guerra, que lo encontró culpable y lo fusiló.

### Retirada a Zacatecas y batalla de Puerto de los Piñones
Tras la captura de los restantes jefes insurgentes, Rayón decidió salir de Saltillo, por considerarlo vulnerable, por lo que el 26 de marzo comenzó su retirada con rumbo a Zacatecas, acompañado de los restantes caudillos insurgentes: el padre José Antonio Torres, Juan Pablo Anaya, Víctor Rosales, Manuel Villalongín y sus dos hermanos José María y Francisco; igualmente, sus fuerzas se elevaban a 3500 hombres y 22 cañones.
Las fuerzas realistas a cargo del teniente coronel José Manuel Ochoa, dieron alcance a Rayón en Agua Nueva, donde fueron tomados 77 prisioneros, por lo que Rayón decidió instalarse y dar batalla en Puerto de los Piñones.
Rayón se presentó a la batalla en la mañana del 1 de abril, estando él al frente de la caballería. Tras una jornada de seis horas que al principio pareció ser desafortunada, sobrevino una gran victoria para los insurgentes.

### Toma de Zacatecas
Después de Puerto de Piñones, Rayón y su victorioso ejército siguieron su camino con algunas carencias, especialmente de agua, hasta tomar la hacienda de san Eustiquio donde pudieron abastecerse, no obstante, por diferencias con el brigadier Ponce, que ya en una junta previa le había pedido el indulto, lo que le valió una bofetada de Rayón, por lo que Ponce desertó con otros oficiales y doscientos hombres.
Mandó Rayón quemar cadáveres y equipaje extra, y enterrar algunos cañones y culebrinas, por no tener animales de carga. Cerca de Zacatecas, se detuvo con el ejército en hacienda de Pozo Hondo el 11 de abril, descansando dos días para luego pasar a la hacienda de Bañon y desde ahí mandar a Anaya y Rosales a reconocer las fuerzas defensivas zacatecanas, mientras él se posicionaba en el Colegio de los Misioneros de Guadalupe no muy lejos de Zacatecas.
El 15 de abril de 1811, Rayón consumó, junto con el "Amo" Torres, una de las más grandes hazañas de la lucha por la independencia hasta el momento: la toma de Zacatecas. En dicha lucha José Antonio Torres se distinguió al tomar el Cerro del Grillo en la noche del 14 de abril, donde estaba la mayor parte de las fuerzas realistas, haciéndose de artillería, municiones, víveres y plata.
A diferencia de las huestes insurgentes de Hidalgo, el ejército de Rayón entró a la ciudad de manera ordenada y él mismo convocó una junta con los pobladores principales de la ciudad para hacerles saber las intenciones de su ejército. Expuso sus ideas sobre la creación de un congreso compuesto de diputados nombrados por el pueblo y los diferentes sectores de la sociedad, pero que representara los derechos de Fernando VII. Nombró una junta de gobierno compuesta por los mismos habitantes y no hubo incidentes de desorden.
Desde Zacatecas envió a Calleja un documento fechado el 22 de abril de ese año, firmado por él y José María Liceaga, donde trataba de negociar, exhortándole sobre la justicia de la causa independiente y reiteraba la idea de creación de una junta nacional o Congreso en representación de Fernando VII:

«[...] la piadosa América intenta erigir un Congreso ó junta nacional bajo cuyos auspicios, conservando nuestra legislación eclesiástica y cristiana disciplina, permanezcan ilesos los derechos del muy amado Señor Don Fernando VII...»

[...]

«La notoria utilidad de este Congreso nos excusa exponerla; su trascendencia á todo habitante de esta América, especialmente al europeo, á (sic) nadie se oculta; el que se resista á su ejecución no depende de otra cosa ciertamente sino de la antigua posesión en que el europeo se hallaba de obtener toda clase de empleos, de la que es muy sensible desprenderse con los mayores sacrificios. El fermento es universal; la nación está comprometida; los estragos han sido muchos, y se preparan muchos más; los gobiernos en tales circunstancias deben indispensablemente tomar el partido más obvio y acomodado á la tranquilidad del reino; nuestras proposiciones nos parecen las más justas, sensatas y convenientes.»

Exposición de Rayón y Liceaga a Calleja, citado por Zárate en "México a través de los siglos".

El documento fue enviado mediante una comisión encabezada por su hermano José María Rayón y el padre Gotor, fraile franciscano. Sin embargo, Calleja desdeñó tal comunicado, hasta aprehendió al hermano de Rayón, le ofreció el indulto a él y sus hombres siempre y cuando depusieran las armas antes de su llegada a Zacatecas.
José María, hermano de Rayón, logró escapar del arresto de Calleja. Mientras tanto durante su estancia de un mes en Zacatecas, Rayón se hizo de recursos, uniformó a sus tropas, las disciplinó y se allegó de artillería, municiones y otros enseres de guerra. Una vez hecho esto, Rayón decidió salir de Zacatecas para dirigirse a Michoacán donde consideraba podría hacer mejor frente a Calleja, dejando en aquel lugar a Víctor Rosales a cargo de mil hombres, con la consigna de salir de Zacatecas cuando Calleja estuviera a dos días de distancia, para luego encontrarse en La Piedad. Posteriormente Zacatecas sería rendida a los realistas por Rosales a cambio de ser indultado.
Se dirigió primero a Aguascalientes, donde fue interceptado en el rancho del Maguey, por el coronel Miguel Emparan, el 3 de mayo, a poca distancia de La Piedad. Ahí se dio un enfrentamiento, conocido como Batalla del Maguey, donde Rayón resultó derrotado y sus recursos grandemente disminuidos. No obstante siguió su camino, instalándose en La Piedad, donde se dio cuenta de que los oficiales a los que había convocado ahí lo habían abandonado llevándose consigo los fondos que custodiaban.
Se dedicó a reunir nuevamente recursos y armamento. Partió a Zamora donde organizó una pequeña tropa que puso al mando de Torres mandándolo a hacer frente en Pátzcuaro. Torres fue atacado por el comandante Linares en el cerro de la Tinaja, por lo que Rayón fue en su auxilio obteniendo la victoria insurgente. Ahí se unirían a la insurgencia el padre Navarrete y Manuel Muñiz.

### Defensa de Zitácuaro
Con estas nuevas fuerzas Rayón intentó avanzar sobre Valladolid, haciendo algunos movimientos militares que lograron que los realistas se atrincheraran, sin embargo, enterado de los refuerzos que habían llegado a estos, decidió seguir a Tiripetío. Ahí distribuyó sus fuerzas comenzando una guerra de guerrillas: Torres en Pátzcuaro y Uruapan, Navarrete a Zacapu,
Mariano Caneiga a Panindícuaro; y Manuel Muñiz a Tacámbaro. Mientras tanto, él marchó solamente con una escolta a Zitácuaro.
Una vez en Zitácuaro, Rayón se dio a la tarea de preparar la defensa en contra del ataque que se avecinaba de los realistas: se hizo de víveres, fundió nueva artillería y mandó excavar una zanja alrededor de la población, la cual, llenó de agua; obstruyó los caminos y retiró los víveres de las direcciones donde el ejército enemigo pudiera abastecerse.
El virrey Venegas, ordenó a Emparan, quien había derrotado a Rayón en el Maguey, acometer contra Zitácuaro, por lo que salió de Maravatío, llegando a la loma de los Manzanillos, desde donde se avista Zitácuaro, el 21 de junio. Venegas mandó dos compañías de caballería a aprovisionarse, pero fueron acometidas por las fuerzas de Rayón en el pueblo de San Mateo.
El 22 de junio se enfrentaron ambos destacamentos, siendo el de Rayón menor en número pero con mejor artillería. En la lucha los insurgentes comenzaron a replegarse hacia el interior de la villa de Zitácuaro, siguiendo un plan de señales acordado por Rayón previamente, con lo que los realistas no pudieron avanzar más allá del foso anegado que había mandado hacer Rayón, lucharon todo el día sufriendo grandes pérdidas y sin que pudieran tomar la plaza. Los realistas lucharon hasta la noche retirándose en primer lugar a la loma de los Manzanillos.
De Rayón se cuenta haber ideado y aplicado una ingeniosa estrategia para acabar de diezmar el ánimo de los realistas y provocar su huida definitiva: mandó reunir todos los asnos del lugar a los que se les colocó un farol de papel, haciéndoles avanzar por el campo enemigo, lo que sorprendió y confundió a Emparan y a sus soldados, provocando que a la mañana siguiente se retiraran hacia Toluca.

### Suprema Junta Nacional Americana o Junta de Zitácuaro

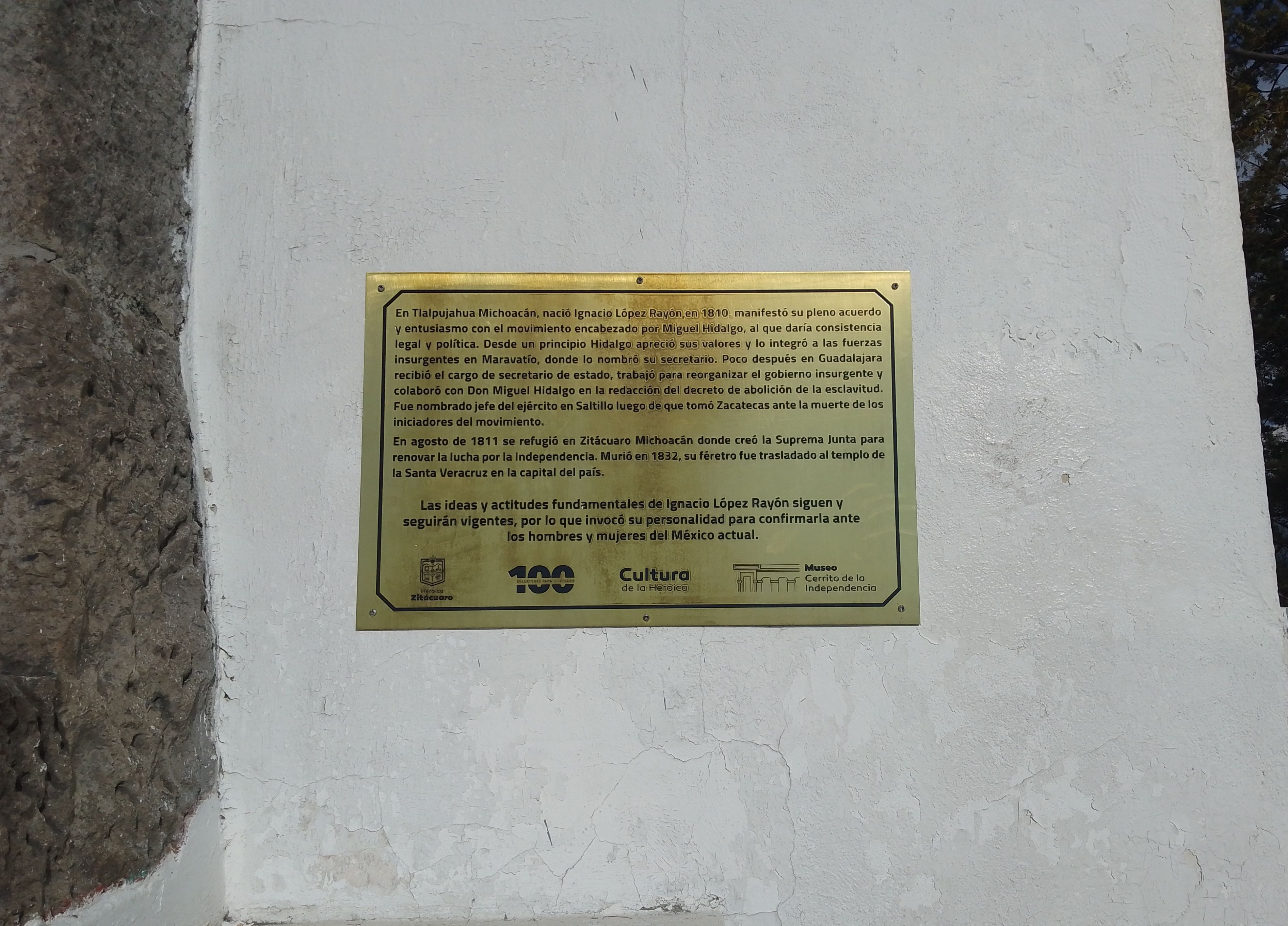
Placa en Zitácuaro que conmemora a López Rayón y su creación de la Junta de Zitácuaro.

Obtenida la victoria en Zitácuaro, quedando a seguro por un buen tiempo, y aunado al hecho de que el gobierno virreinal tenía que dividir sus fuerzas entre diferentes zonas levantadas, entre las cuales destacaba el sur, bajo el liderazgo del bravío cura José María Morelos y Pavón, Rayón se dedicó a dar forma a un gobierno que ya desde hace tiempo venía concibiendo y del cual dependieran todos los jefes insurgentes, unificando así el movimiento de independencia y le diera el orden debido.
A tal efecto y a fin de obtener la representación debida en la junta, escribió a Morelos en carta fechada el día 13 de julio, de la cual, se conserva la respuesta dada por Morelos, en la que señala a Rayón su anuencia en formar la junta, señalando en su representación para asistir a ella al sacerdote José Sixto Verduzco:

[...] En cuanto a formar la Junta, parece que estábamos en un mismo pensamiento y muchos días ha que la he deseado para evitar tantos males por los que nada hemos progresado, y por ellos he padecido hambres y desnudeces hasta llegar el caso de vender mi ropa de uso, quedándome con lo encapillado por socorrer las tropas.
[...]
Por este rumbo no hay letrado que poder comisionar de mi parte, y aunque yo no lo soy, pudiera, asistiendo a la Junta, allanar algunas dificultades por algunas experiencias; pero no pudiendo separarme un instante sin riesgo de perder, desde luego nombro en mi lugar al Dr. D. Sixto Berdusco, (sic) cura de Tuzantla, para que representando mi persona, concurra en la Junta a dictar lo conveniente a la causa para cortar el desorden y anarquía que amenaza, no haciéndolo en la persona de V.E., porque debiendo ser uno de los miembros de la Junta, no se diga que lo ha querido ser todo.
Carta de Morelos a Rayón. Tixtla, 13 de agosto de 1811.

El 19 de agosto de 1811, celebró junto con José María Liceaga un acta autorizada por Joaquín López con el carácter de prosecretario, justificando la necesidad de la creación de un gobierno autónomo en la figura de una junta suprema que organizara y encabezara el movimiento de independencia, citando a los principales jefes que se encontraba en Zitácuaro para ponerles a consideración dicha acta, a la cual, se adhirieron, aprobaron la creación de la Junta y nombraron a Rayón como presidente de la misma y a Liceaga y Verduzco como vocales.
La junta se constituyó como Suprema Junta Nacional Americana y en nombre de Fernando VII. Sobre su creación se emitió un bando el 21 de agosto donde se daba a conocer su existencia y justificación:

El Señor don Fernando VII y en su real nombre la Suprema Junta Nacional Americana, instalada para la conservación de sus derechos, defensa de la religión santa e indemnización y libertad de nuestra oprimida patria.

La falta de un jefe supremo en quien se depositasen las confianzas de la nación y a quien todos obedeciesen nos iba a precipitar en la más funesta anarquía, el desorden, la confusión, el despotismo y sus consecuencias necesarias eran los amargos frutos que comenzábamos a gustar después de once meses de trabajos y desvelos incesantes por el bien de la patria.

Para ocurrir a tamaño mal y llenar las ideas adoptadas por nuestro gobierno y primeros representantes de la nación, se ha considerado de absoluta necesidad erigir un tribunal a quien se reconozca por supremo y a quien todos obedezcan, que arregle el plan de operaciones en toda nuestra América , dicte las providencias oportunas al buen orden político y económico.
[...]
Bando estableciendo la Suprema Junta Nacional en Zitacuaro. 21 de agosto de 1811.

Como presidente de la junta, Rayón coordinó la creación del periódico El Ilustrador Nacional, a cargo de Andrés Quintana Roo y José María Cos, para difundir las ideas insurgentes. Rayón no logró que los jefes de los distintas facciones armadas reconocieran la autoridad de la junta. Por ello, citó a juramentar a los gobernadores y alcaldes de los pueblos vecinos.
La creación de la junta llamó la atención del gobierno virreinal y el general Calleja publicó una proclama el 28 de septiembre desde Guanajuato, desconociendo la junta, amenazando con avanzar sobre Zitácuaro y poniendo precio a la cabeza de Rayón, la que cuantificó en diez mil pesos. Igualmente rechazó la oferta de deponer las armas que el virrey Venegas había enviado a él y a Morelos por conducto y sugerencia del obispo de Puebla Manuel González Campillo.
Al fallar estas estrategias, los realistas contrataron a una persona de nombre J. Arnoldo para asesinar a Rayón, pero tal sujeto fue descubierto y fusilado.
Durante la estancia de la junta en Zitácuaro, la misma intentó dirigir y coordinar a los diferentes líderes insurgentes que hacían la guerra en Michoacán y Guanajuato, así como mantenerse al tanto de las actividades de Morelos en el Sur. Al parecer hubo algunas divergencias entre los miembros de la junta, ocasionadas por el temor de que Rayón se atribuyera el mando supremo, lo que ocasionó algunas tensiones.

### Huida de Zitácuaro
Rayón y la junta permanecieron en Zitácuaro lo restante del año 1811, pero el día 1 de enero de 1812, el general Calleja atacó a la población, lo que obligó a los insurgentes a dejar la plaza, no sin antes presentar resistencia, en la cual Ramón Rayón, hermano de Ignacio perdió un ojo. No obstante, pese a ser mayores las fuerzas de Calleja, no se infligió mayores daños a las fuerzas independientes, ya que estos contaban con buena artillería, lo que permitió dañar la caballería de los realistas, quienes no siguieron a Rayón y su gente.
La pérdida de Zitácuaro acabó por reafirmar las divisiones que ya se habían comenzado a fraguar al interior de la Junta y del ejército insurgente, especialmente en contra de la dirigencia de Rayón.
De esta forma, la Suprema Junta Nacional Americana y el ejército, ambos al mando de Rayón, comenzaron a tomar sitio en diferentes poblaciones: Tuzantla, Tlalchapa, Sultepec.
En 1813 formó parte del Congreso Constituyente que encabezaba José María Morelos en Chilpancingo. Cuatro años más tarde caería preso y en esa condición permanecería hasta 1820. Al culminar la guerra fue elegido para desempeñarse como tesorero en el gobierno de San Luis Potosí.
En el año 1828 contendió por la presidencia de la república, pero perdió ante Manuel Gómez Pedraza.
Murió el 2 de febrero de 1832, en la Ciudad de México